# 있잖아요 비밀이에요 2
"있잖아요 비밀이에요 2"는 1991년에 개봉한 대한민국의 영화이다.

## 캐스팅
- 최진실 : 다혜 역
- 이경영 : 오 선생 역
- 김보성 : 박준형 역
- 안정훈 : 형구 역
- 최진영 : 준서 역
- 최수훈 : 창남 역
- 신양희 : 송미 역
- 신경숙 : 동자 역
- 문수인 : 진희 역
- 손민우 : 명화  역
- 김길호 : 교장 역
- 이인옥 : 준서 모 역
- 안진수 : 의사 역
- 나갑성 : 경관 역
- 길달호 : 사내 역
- 권일수 : 건달 1 역
- 김인문 : 형구 부 역 (특별출연)
- 김나영 : 남 선생 역 (특별출연)